# St. Leonhard (Schwörsheim)

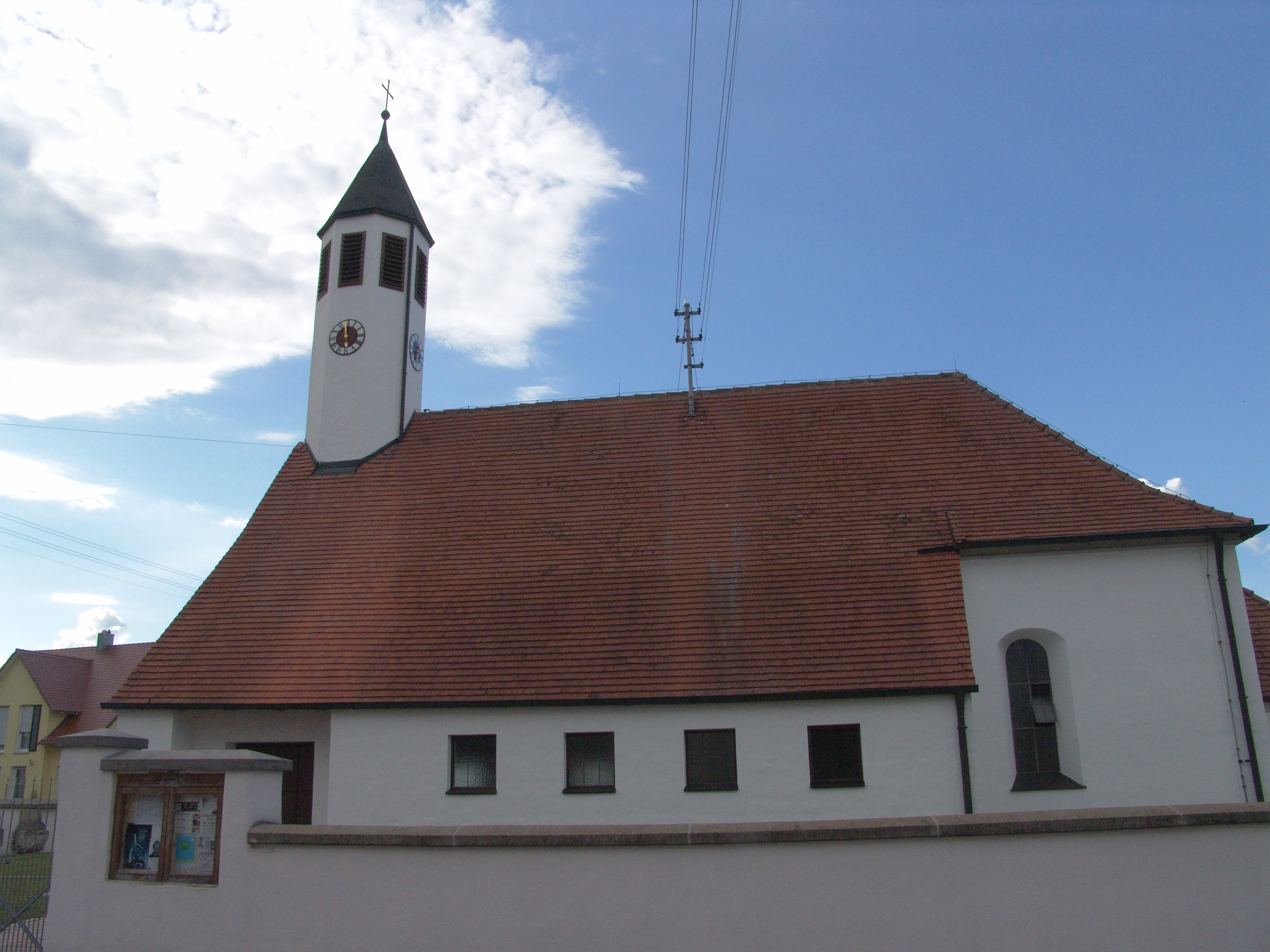
Kirche St. Leonhard in Schwörsheim

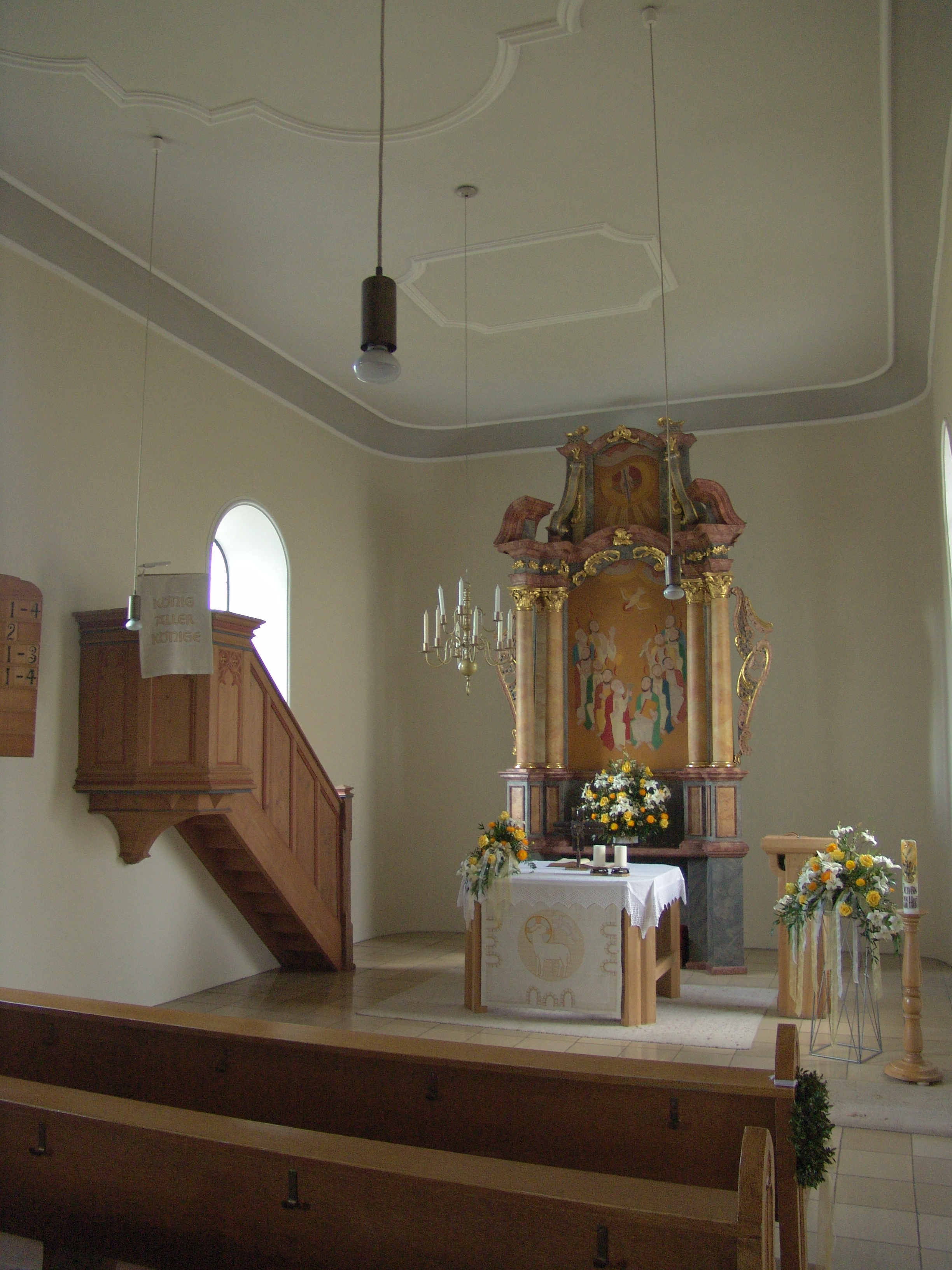
Altar und Kanzel

Die evangelische Pfarrkirche St. Leonhard in Schwörsheim, einem Gemeindeteil von Munningen im schwäbischen Landkreis Donau-Ries in Bayern, wurde im 18. Jahrhundert errichtet. Die Kirche im ummauerten Friedhof, an der Kirchstraße, ist ein geschütztes Baudenkmal.

## Geschichte
Die zwei östlichen Fensterachsen stammen noch aus der ursprünglichen Kapelle, die Anfang des 18. Jahrhunderts errichtet wurde. In der zweiten Hälfte des 18. Jahrhunderts wurde das Langhaus nach Westen verlängert. Die Sakristei im Osten ist ein moderner Anbau. Die Kirche wurde bis 1958 als Simultankirche genutzt.

## Architektur
Die Saalkirche besitzt eine flache Decke und im Westen eine Empore. Das rechteckige Portal befindet sich im Süden. Der oktogonale Dachreiter besitzt Schallöffnungen mit Segmentbogenschluss. Er wird von einem spitzen Turmhelm bekrönt.